# Фальберг
Фальберг (нім. Vahlberg) — громада в Німеччині, розташована в землі Нижня Саксонія. Входить до складу району Вольфенбюттель. Складова частина об'єднання громад Ельм-Ассе.
Площа — 18,01 км2. Населення становить 705 ос. (станом на 31 грудня 2021).

## Галерея

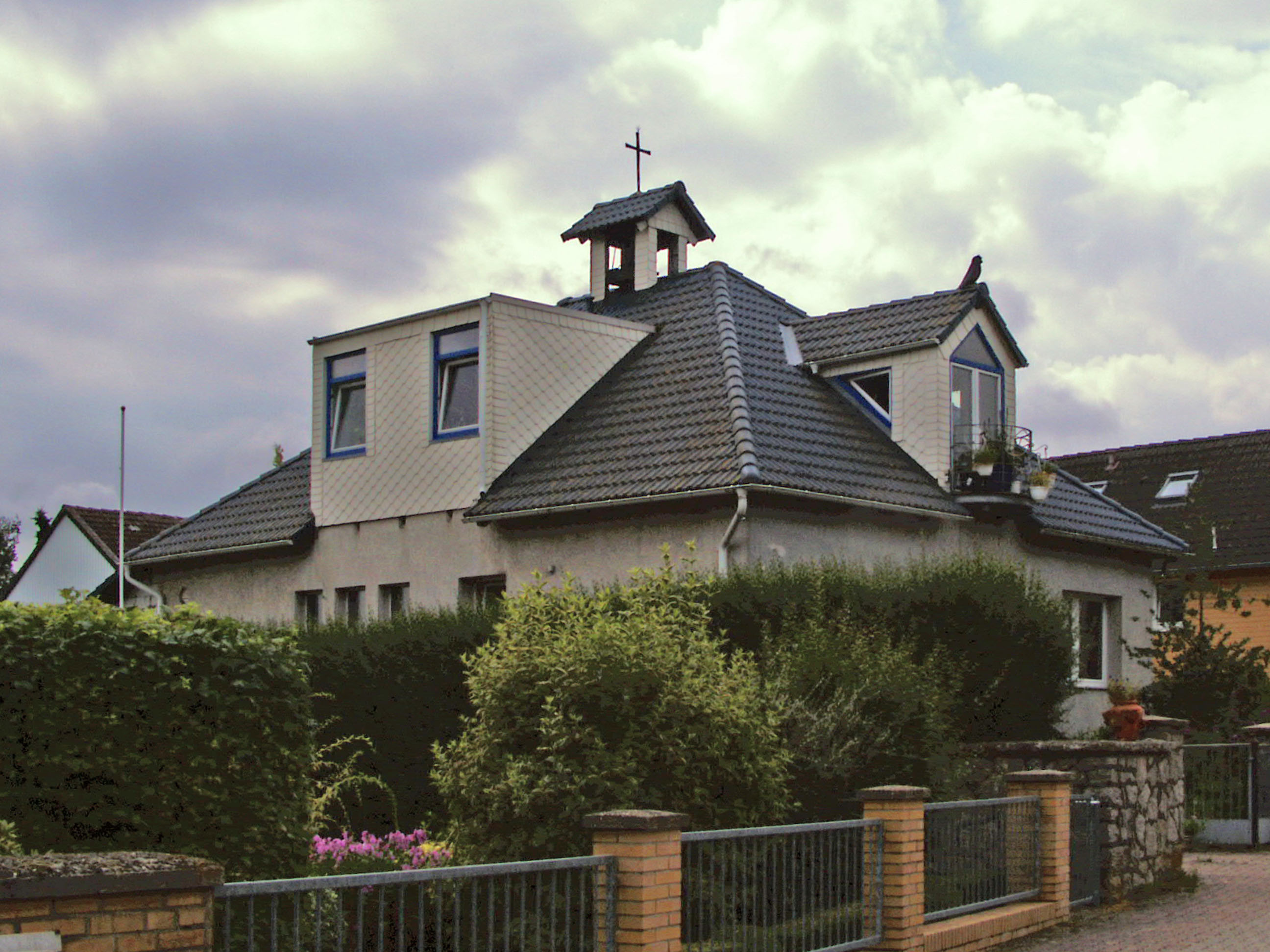
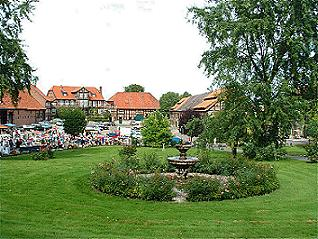
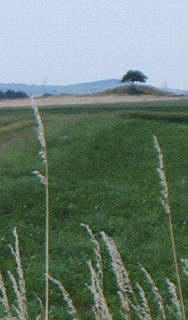